# Accident d'un Cessna Citation II à San Diego
Le 22 mai 2025, un avion d'affaire Cessna Citation II s'écrase à San Diego en pleine nuit lors de son approche de l'aéroport de Montgomery Field. L'accident fait 6 morts, la totalité des personnes à bord de cet avion affrété par une agence de musique indépendante, et 8 blessés au sol ; dix maisons ont également été endommagées, dont l'une a été complètement détruite.